# Goodbye Lullaby
Goodbye Lullaby là album phòng thu thứ tư của ca sĩ người Canada Avril Lavigne, phát hành ngày 2 tháng 3 năm 2011, và cũng là sản phẩm cuối cùng của cô với RCA Records. Nó được ra đời sau 4 kể từ album trước The Best Damn Thing (2007), cũng như phải trì hoãn nhiều lần. Bắt đầu công việc ghi âm vào tháng 11 năm 2008, cô đã mất 2 năm để hoàn thiện album, kết thúc vào tháng 10 năm 2010. Goodbye Lullaby mang chủ đề đối phó với những đau thương, vượt qua thời điểm khó khăn và trở nên mạnh mẽ hơn, với những âm thanh của piano và guitar acoustic. Lavigne đã đồng sáng tác tất cả các ca khúc trong album, với 2 bài hát do tự bản thân thực hiện, bên cạnh việc hợp tác với các nhà sản xuất như Max Martin, Shellback, Butch Walker và chồng cũ Deryck Whibley.
Sau khi phát hành, Goodbye Lullaby nhận được những đánh giá trái chiều từ các nhà phê bình âm nhạc, trong đó họ gọi nó là "một trong những album cá nhân và nội tâm nhất của cô cho đến nay". Album đã lọt vào top 5 tại hơn 15 quốc gia như Mỹ và Canada, trong khi đứng đầu các bảng xếp hạng ở hơn tám quốc gia như Úc, Hy Lạp, Hồng Kông và Nhật Bản.
Ba đĩa đơn đã được phát hành từ album. Đĩa đơn đầu tiên, "What the Hell", phát hành vào ngày 7 tháng 1 năm 2011, và đạt được nhiều thành công trên toàn thế giới; lọt vào top 20 ở Mỹ và Vương quốc Anh, top 10 ở châu Âu và Úc cũng như top 5 ở châu Á. Các đĩa đơn tiếp theo, "Smile" và "Wish You Were Here", đạt những thành công tương đối trên toàn thế giới. Album này cũng bao gồm một phiên bản mở rộng của các đĩa đơn nhạc phim cho bộ phim Alice ở xứ sở thần tiên, "Alice". Lavigne cũng quảng bá album bằng một loạt các buổi biểu diễn trực tiếp, bao gồm The Black Star Tour (2011).

## Quá trình sáng tác
Avril Lavigne bắt đầu ghi âm tại phòng thu của riêng mình vào tháng 11-2008 với "Blackstar" ngay sau khi kết thúc The Best Damn Tour giúp quảng bá cho sản phẩm nước hoa của mình – Black Star – với 1 clip ngắn cho quảng cáo. "Black Star" được sáng tác trong một khách sạn ở Malaysia trong chuyến lưu diễn của cô. Jingle-nói đoạn âm quảng cáo- được dần dần viết thành một bài hát đầy đủ, mà Rolling Stone sau đó mô tả là "một bài hát ru được phối âm rất tuyệt vời. Đây cũng là bài hát đầu tiên của album và tên cả album cũng ảnh hưởng từ đây.
"Tôi có đủ những điều kiện để hoàn tất công việc, nhưng có một số người tỏ vẻ không quan tâm, bơi vì họ muốn tôi viết những thứ *** vớ vẩn."— Avril Lavigne-Entertainment Weekly-
Trước tiên là ghi âm với các nhạc cụ đơn giản như acoustic guitar, sau đó mới bổ sung thêm vào nên có thể coi Album mang thiên hướng acoustic. Lavigne đã nói rằng cô đã rất thích phong cách này và thực sự cảm thấy nó đã được dành nhiều thời gian cho giọng hát, biểu diễn cũng như rung động, cảm xúc. Lavigne chủ yếu thu âm tại chính phòng thu của mình. Cô cũng dùng nhiều piano hơn và nói rằng "piano thể hiện được nhiều hơn cảm xúc của mình. Nó đưa tôi đến những cảm xúc một cách khác hơn so với guitar.". Vào tháng 7 năm 2009, cô đã hoàn thành được 9 bài hát, trong đó có:" Fine", "Everybody Hurts" and "Darlin" ". Một số bài được viết từ thời cô còn là thiếu niên như " Darlin" đã được viết khi cô mới 15 tuổi và sống ở Napanee, Ontario.
Các bài hát đã được tiết lộ trong đó có facebook của cô vào ngày 21 tháng 12 năm 2010, sau một số đã được công bố trước đó. Và "4 Real","Goodbye" là hai bài hát được viết và sản xuất bởi chính Lavigne. Các bản nhạc còn lại được sáng tác bởi Lavigne hoặc đồng sáng tác với các cộng tác viên lâu năm của Evan Taubenfeld, Butch Walker và Max Martin. Cô nói rằng giọng hát là thứ quan trọng nhất của cô ở album này:" Có thể giọng hát sẽ không được quan tâm nhiều trong cả bản nhạc, những cảm xúc, tính cách, chất lượng….chưa được quan tâm, tôi muốn mình chú trọng vào giọng hát."

## Về Album
Avril Lavigne miêu tả album như là về "cuộc sống": "Thật dễ dàng khí làm một bài hát pop-bashing, nhưng để ngồi xuống và viết về những điều gần gũi, đã trải qua lại có cảm giác hoàn toàn khác biệt".
Album đánh dấu sự trở lại của một Avril trưởng thành hơn với các bài hát thiên về acoustic, ngoại trừ single được công bố duy nhất là "What the Hell". Avril nói rằng album này hoàn toàn khác so vơi các album trước:" Tôi đã trưởng thành hơn, tôi nghĩ đi qua âm nhạc của tôi, nó không phải là rock-pop và đó là một chút êm dịu và nó sâu sắc. Đối với album này tôi muốn thực sự hát, thực sự…Tôi chỉ muốn có sự im lặng xung quanh, có những bản acoustic và nó phải thực sự truyền cảm".
Trong tháng 11 năm 2010, nhà sản xuất người Anh là Alex Da Kid, người đã làm việc với Avie từ tháng 8-2010 nói rằng trong bài hat sẽ có một vài âm thanh hip-hop:" chúng tôi đã có một vài yếu tố hip-hop cũng như một vài yếu tố pop-rock."
Lavigne miêu tả đĩa đơn đầu tiên: "What the Hell" là một thông điệp về cá nhân về tự do, là bài hát pop nhất và ít cá nhân nhất trong sáng tác. Một vài bài hát khác như "Stop Standing There" được miêu tả như là "cảm giác của cô gái những năm đầu thập niên 50.", "Smile" để thể hiện lòng biết ơn đặc biệt trong cuộc sống của cô, "Push" là về những mối quan hệ và "Wish You Were Here" cho thây một Avie dễ bị tổn thương, "Goodbye" là về những thay đổi trong cuộc sống. Về "Everybody Hurts": "Nó có sự khác biệt nhưng nó vẫn là con người tôi".

## Phát hành
Cả album và single đều bị dời lại nhiều lần, từ lần dự kiến vào 17 tháng 11 năm 2009. Sau đó vào tháng giêng 2010 thì Lavigne nói Album sẽ ra vào tháng 6 và trước đó 2 tháng sẽ là single. Sau đó Avril nói rằng album mới có vẻ quá "nghiêm trang" và cần quay lại phòng thu, cần một vài bài hát lạc quan vui vẻ. Tháng 8-2010, Lavigne trở lại phong thu Henson Recording Studios với nhà sản xuất Alex Da Kid. Ở đây cô bị viêm họng, là lý do toàn bộ thành viên phải đeo khẩu trang khi làm việc bất chấp lời khuyên của bác sĩ:" tôi đã không thể hát đến cuối cùng trong 48 giờ vì nó có thể làm tổn thương vĩnh viễn giọng của cô theo như lời bác sĩ. Bác sĩ nói không, nhưng tôi vẫn hát.", "Tôi cố gắng với những thứ mới, và tôi đã tìm ra". Lavigne cũng nói rằng nó đã đủ cho thêm hai bản nhạc nữa.
"Tôi đã viết những bài của riêng tôi, nên tôi phải mất nhiều thời gian hơn và tôi phải sống cuộc sống của tôi để có được nguồn cảm hứng."— Avril Lavigne - Avril Lavigne Bandaids-
Tháng 10-2010 Avril Lavigne xuất hiện ở Maxim để thỏa thuận cho tháng 11, trong cuộc phỏng vấn cô đã tiết lộ đã hoàn thành "Goodbye Lullaby" trong hai năm rưỡi, sau đó công bố là một năm với sự chậm trễ của hãng phát hành.

## Đĩa đơn
Lavigne dự kiến ra mắt đĩa đơn thứ nhất "What the Hell" ở buổi Dick Clark's New Year's Rockin' Eve vào đêm giao thừa 30 tháng 12. Một ngày sau đó, đĩa đơn được phát hành miễn phí trên FaceBook của cô. "What the Hell" được phát hành trực tuyến vào mùng 7 tháng 1. Video cho đĩa đơn này được phát hành luôn trong tháng 1 năm 2011.
Avril Lavigne hỏi các fan của cô trên Twitter về đĩa đơn tiếp theo, với hai sự lựa chọn là "Push" và "Smile", và cuối cùng "Smile" trở thành đĩa đơn thứ hai được chọn để phát hành.
Vào tháng 7 năm 2011, Lavigne cho biết "Wish You Were Here" là đĩa đơn thứ ba và cũng là đĩa đơn cuối cùng của Goodbye Lullaby.
Vào 1 tháng 3 năm 2012, Lavigne phát hành video cho ca khúc cuối cùng của album: "Goodbye". Video được đạo diễn bởi Mark Liddell, được phát hành như một lời cảm ơn đối với các fan của cô. Video được quay ở Chateau Marmont thuộc Hollywood. Ngoài ra, "Push" được phát hành như một đĩa đơn mở rộng duy nhất ở Nhật Bản.

## Danh sách
| STT | Nhan đề                | Sáng tác                       | Sản xuất                 | Thời lượng |
| --- | ---------------------- | ------------------------------ | ------------------------ | ---------- |
| 1.  | "Black Star"           | Avril Lavigne                  | Deryck Whibley           | 1:34       |
| 2.  | "What the Hell"        | Lavigne, Max Martin, Shellback | Max Martin, Adam Lambert | 3:40       |
| 3.  | "Push"                 | Lavigne, Evan Taubenfeld       | Whibley                  | 3:01       |
| 4.  | "Wish You Were Here"   | Lavigne, Martin, Shellback     | Martin, Shellback        | 3:45       |
| 5.  | "Smile"                | Lavigne, Martin, Shellback     | Martin, Shellback        | 3:29       |
| 6.  | "Stop Standing There"  | Lavigne                        | Butch Walker             | 3:27       |
| 7.  | "I Love You"           | Lavigne, Martin, Shellback     | Martin, Shellback        | 4:01       |
| 8.  | "Everybody Hurts"      | Lavigne, Taubenfeld            | Whibley                  | 3:41       |
| 9.  | "Not Enough"           | Lavigne, Taubenfeld            | Whibley                  | 4:18       |
| 10. | "4 Real"               | Lavigne                        | Avril Lavigne            | 3:28       |
| 11. | "Darlin'"              | Lavigne                        | Whibley                  | 3:50       |
| 12. | "Remember When"        | Lavigne                        | Whibley                  | 3:29       |
| 13. | "Goodbye"              | Lavigne                        | Lavigne                  | 4:29       |
| 14. | "Alice" (hidden track) | Lavigne                        | Walker                   | 5:00       |

| Ca khúc tặng kèm ở phiên bản Nhật | Ca khúc tặng kèm ở phiên bản Nhật | Ca khúc tặng kèm ở phiên bản Nhật | Ca khúc tặng kèm ở phiên bản Nhật | Ca khúc tặng kèm ở phiên bản Nhật |
| STT                               | Nhan đề                           | Sáng tác                          | Sản xuất                          | Thời lượng                        |
| --------------------------------- | --------------------------------- | --------------------------------- | --------------------------------- | --------------------------------- |
| 15.                               | "Knockin' on Heaven's Door"       | Adam Lambert                      | Lavigne                           | 2:52                              |

| Ca khúc tặng kèm ở bản Đặc biệt | Ca khúc tặng kèm ở bản Đặc biệt | Ca khúc tặng kèm ở bản Đặc biệt                                | Ca khúc tặng kèm ở bản Đặc biệt | Ca khúc tặng kèm ở bản Đặc biệt |
| STT                             | Nhan đề                         | Sáng tác                                                       | Sản xuất                        | Thời lượng                      |
| ------------------------------- | ------------------------------- | -------------------------------------------------------------- | ------------------------------- | ------------------------------- |
| 15.                             | "What the Hell" (acoustic)      | Lavigne, Martin, Shellback                                     | Shellback                       | 3:40                            |
| 16.                             | "Push" (acoustic)               | Lavigne, Taubenfeld                                            | Whibley                         | 2:46                            |
| 17.                             | "Wish You Were Here" (acoustic) | Lavigne, Martin, Shellback                                     | Shellback                       | 3:45                            |
| 18.                             | "Bad Reputation"                | Ritchie Cordell, Joan Jett, Marty Joe Kupersmith, Kenny Laguna | Whibley                         | 2:42                            |

| Ca khúc tặng kèm ở bản Đặc biệt trên iTunes | Ca khúc tặng kèm ở bản Đặc biệt trên iTunes | Ca khúc tặng kèm ở bản Đặc biệt trên iTunes | Ca khúc tặng kèm ở bản Đặc biệt trên iTunes |
| STT                                         | Nhan đề                                     | Sáng tác                                    | Thời lượng                                  |
| ------------------------------------------- | ------------------------------------------- | ------------------------------------------- | ------------------------------------------- |
| 19.                                         | "What the Hell" (Bimbo Jones remix)         | Lavigne, Martin, Shellback                  | 4:09                                        |
| 20.                                         | "The Making of Goodbye Lullaby" (video)     |                                             | 28:14                                       |

| Ca khúc tặng kèm phiên bản Cao cấp ở Nhật | Ca khúc tặng kèm phiên bản Cao cấp ở Nhật | Ca khúc tặng kèm phiên bản Cao cấp ở Nhật                      | Ca khúc tặng kèm phiên bản Cao cấp ở Nhật | Ca khúc tặng kèm phiên bản Cao cấp ở Nhật |
| STT                                       | Nhan đề                                   | Sáng tác                                                       | Sản xuất                                  | Thời lượng                                |
| ----------------------------------------- | ----------------------------------------- | -------------------------------------------------------------- | ----------------------------------------- | ----------------------------------------- |
| 15.                                       | "What the Hell" (acoustic)                | Lavigne, Martin, Shellback                                     | Shellback                                 | 3:40                                      |
| 16.                                       | "Push" (acoustic)                         | Lavigne, Taubenfeld                                            | Whibley                                   | 2:46                                      |
| 17.                                       | "Wish You Were Here" (acoustic)           | Lavigne, Martin, Shellback                                     | Shellback                                 | 3:45                                      |
| 18.                                       | "Bad Reputation"                          | Ritchie Cordell, Joan Jett, Marty Joe Kupersmith, Kenny Laguna | Whibley                                   | 2:42                                      |
| 19.                                       | "What the Hell" (Bimbo Jones remix)       | Lavigne, Martin, Shellback                                     |                                           | 4:09                                      |
| 20.                                       | "What the Hell" (instrumental)            | Lavigne, Max Martin, Shellback                                 | Max Martin, Shellback                     | 3:39                                      |
| 21.                                       | "Wish You Were Here" (instrumental)       | Lavigne, Martin, Shellback                                     | Martin, Shellback                         | 3:45                                      |

| DVD tặng kèm bản Đặc biệt | DVD tặng kèm bản Đặc biệt                         | DVD tặng kèm bản Đặc biệt |
| STT                       | Nhan đề                                           | Thời lượng                |
| ------------------------- | ------------------------------------------------- | ------------------------- |
| 1.                        | "Introduction"                                    |                           |
| 2.                        | "Avril Talks About the Making of Goodbye Lullaby" |                           |
| 3.                        | "Avril in the Studio"                             |                           |
| 4.                        | "Goodbye Lullaby... The Songs"                    |                           |
| 5.                        | "First Band Rehearsals for 'What the Hell'"       |                           |
| 6.                        | "Acoustic Studio Session"                         |                           |
| 7.                        | "Album Cover Photo Shoot"                         |                           |

| DVD tặng kèm phiên bản cao cấp ở Nhật | DVD tặng kèm phiên bản cao cấp ở Nhật          | DVD tặng kèm phiên bản cao cấp ở Nhật |
| STT                                   | Nhan đề                                        | Thời lượng                            |
| ------------------------------------- | ---------------------------------------------- | ------------------------------------- |
| 1.                                    | "Making of Goodbye Lullaby"                    |                                       |
| 2.                                    | "What the Hell (4Music live performance)"      |                                       |
| 3.                                    | "Smile (4Music live performance)"              |                                       |
| 4.                                    | "Push (4Music live performance)"               |                                       |
| 5.                                    | "Wish You Were Here (4Music live performance)" |                                       |
| 6.                                    | "Girlfriend (4Music live performance)"         |                                       |
| 7.                                    | "What The Hell (Video âm nhạc)"                |                                       |
| 8.                                    | "Smile (Video âm nhạc)"                        |                                       |
| 9.                                    | "Wish You Were Here (Video âm nhạc)"           |                                       |
| 10.                                   | "What The Hell (Hậu trường video âm nhạc)"     |                                       |
| 11.                                   | "Smile (Hậu trường video âm nhạc)"             |                                       |

## Xếp hạng
| Bảng xếp hạng (2011)                   | Vị trí cao nhất |
| -------------------------------------- | --------------- |
| Australian Albums Chart                | 1               |
| Austrian Albums Chart                  | 3               |
| Belgian Albums Chart (Wallonia)        | 10              |
| Belgian Albums Chart (Flanders)        | 11              |
| Canadian Albums Chart                  | 2               |
| Czech Republic Albums Chart            | 1               |
| Danish Albums Chart                    | 19              |
| Dutch Albums Chart                     | 11              |
| Finnish Albums Chart                   | 8               |
| French Albums Chart                    | 4               |
| German Albums Chart                    | 4               |
| Greek Albums Chart                     | 1               |
| Hungarian Albums Chart                 | 13              |
| Irish Albums Chart                     | 12              |
| Italian Albums Chart                   | 5               |
| Japan Billboard Chart                  | 1               |
| Japanese Oricon Albums Chart           | 2               |
| Mexican Albums Chart                   | 3               |
| Mexican International Albums Chart     | 1               |
| New Zealand Albums Chart               | 7               |
| Norwegian Albums Chart                 | 16              |
| Polish Albums Chart                    | 10              |
| Portuguese Albums Chart                | 5               |
| Russian Albums Chart                   | 5               |
| Scottish Albums Chart                  | 9               |
| Slovenia Albums Chart                  | 4               |
| South Korea Albums Chart               | 4               |
| South Korea International Albums Chart | 1               |
| Swedish Albums Chart                   | 10              |
| Spanish Albums Chart                   | 4               |
| Swiss Albums Chart                     | 2               |
| Taiwan International Albums Chart      | 1               |
| UK Albums Chart                        | 9               |
| UK Digital Albums Chart                | 6               |
| US Billboard 200                       | 4               |

| Bảng xếp hạng (2011)                | Vị trí |
| ----------------------------------- | ------ |
| Australia (ARIA)                    | 70     |
| China (Western Albums of the Year)  | 1      |
| Hungary (Mahasz)                    | 84     |
| Italy (FIMI)                        | 36     |
| Japan (Oricon)                      | 13     |
| Mexico (AMPROFON)                   | 70     |
| Russia (NFPF)                       | 41     |
| Switzerland (IFPI)                  | 75     |
| Taiwan (Western Albums of the Year) | 2      |
| U.S. Billboard 200                  | 115    |

## Chứng nhận
| Quốc gia                                                                           | Chứng nhận  | Số đơn vị/doanh số chứng nhận |
| ---------------------------------------------------------------------------------- | ----------- | ----------------------------- |
| Úc (ARIA)                                                                          | Vàng        | 35.000^                       |
| Brasil (Pro-Música Brasil)                                                         | Bạch kim    | 40,000*                       |
| Canada (Music Canada)                                                              | Bạch kim    | 80,000^                       |
| Czech Republic                                                                     | Vàng        | 2,500                         |
| Hồng Kông (IFPI Hồng Kông)                                                         | Bạch kim    | 15,000*                       |
| Indonesia                                                                          | Vàng        | 5,000                         |
| Ý (FIMI)                                                                           | Vàng        | 30.000*                       |
| Nhật Bản (RIAJ)                                                                    | Bạch kim    | 400,000^                      |
| México (AMPROFON)                                                                  | Vàng        | 30.000^                       |
| Nga (NFPF)                                                                         | Vàng        | 5.000*                        |
| Singapore (RIAS)                                                                   | Vàng        | 5,000*                        |
| Hàn Quốc (KMCA)                                                                    | Bạch kim    | 10,000^                       |
| Taiwan (RIT)                                                                       | 5× Bạch kim | 50,000                        |
| Anh Quốc (BPI)                                                                     | Bạc         | 75,000                        |
| Venezuela (APFV)                                                                   | Vàng        | 5,000                         |
| * Chứng nhận dựa theo doanh số tiêu thụ. ^ Chứng nhận dựa theo doanh số nhập hàng. |             |                               |